# Куртукова, Татьяна Сергеевна
Татья́на Серге́евна Куртуко́ва (в браке Маке́ева; род. 9 сентября 1993, Хабаровск, Россия) — российская певица, актриса и педагог, исполнительница русских народных и авторских песен. Широкую известность обрела после выпуска музыкального сингла «Матушка».

## Биография

### Ранние года
Родилась 9 сентября 1993 года в Хабаровске, мать по образованию политолог, отец — инженер. В детстве вместе с родителями переехала в Пензу, которую считает родным городом.
В четырёхлетнем возрасте начала обучение в детской школе искусств «Лира» по программе фортепиано. Позднее параллельно поступила на фольклорное направление обучения. После окончания музыкальной школы поступила в Пензенский колледж искусств по специальности «Хоровое дирижирование», квалификация «Руководитель хора и творческого коллектива, преподаватель хоровых дисциплин, артист хора и ансамбля».
В 2012 году поступила в Государственный музыкально-педагогический институт имени М. М. Ипполитова-Иванова в Москве, где продолжила обучение на факультете вокально-хоровой и дирижёрской подготовки отделения «Народное пение».
В 2016 году получила степень бакалавра по специальности «Концертный исполнитель. Солист ансамбля. Преподаватель». По окончании ГМПИ имени М. М. Ипполитова-Иванова начала преподавательскую деятельность в Пензенском колледже искусств, параллельно обучаясь в Пензенском государственном университете, где получила степень магистра по специальности «Психолог-педагог».

### Преподавательская деятельность
Преподавала в Пензенском колледже искусств: на театральном отделении — постановку голоса, позже — теоретические дисциплины, среди которых «музыкальное оформление спектакля» и «народная художественная культура». Выступала совместно с фолк-группой «Plamen’», работала в театре «Револьвер».
Позднее преподавала вокальную постановку голоса и выступила в роли музыкального иллюстратора в Московском молодёжном театре «Револьвер».

### Музыкальная карьера

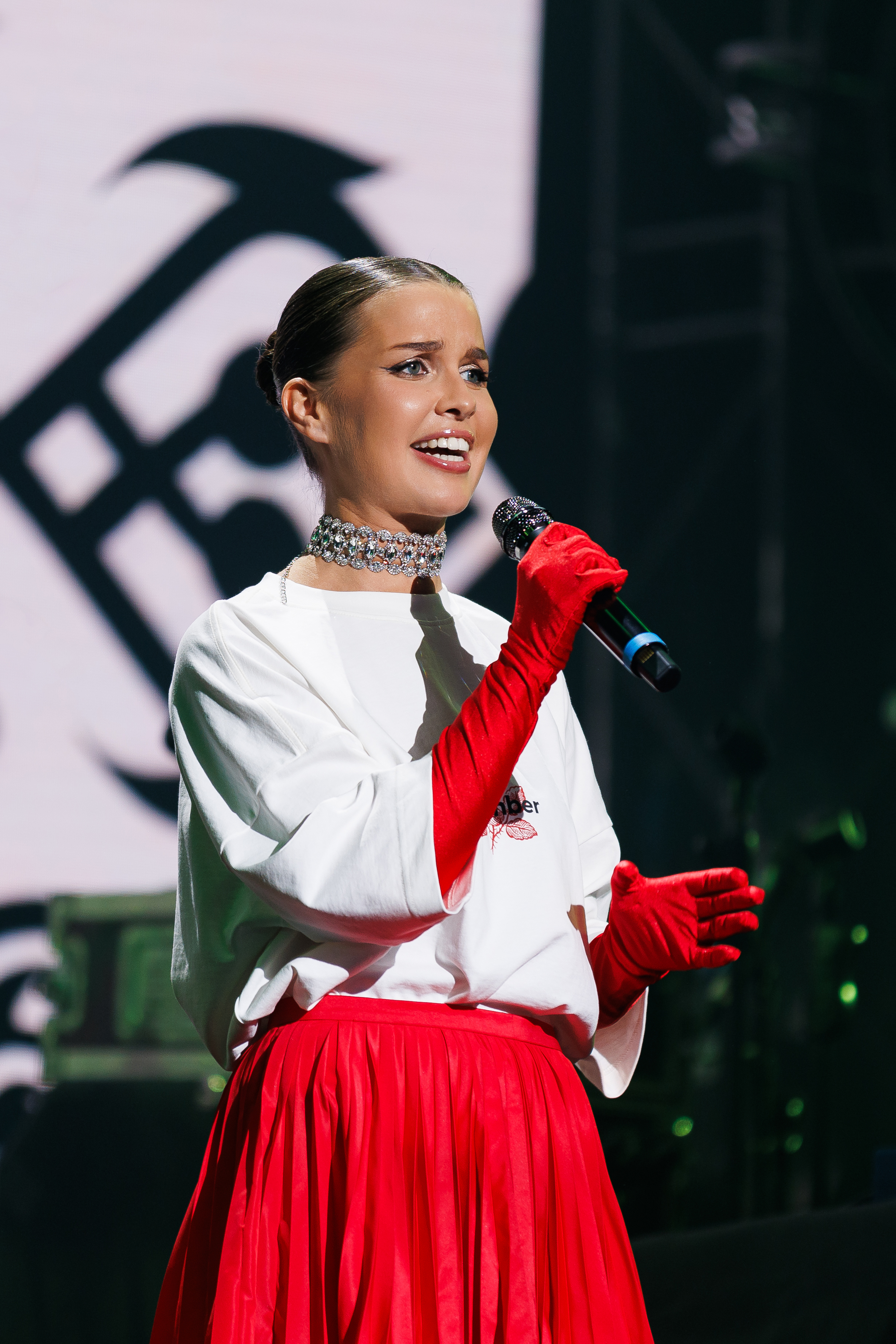
Татьяна Куртукова на выступлении в декабре 2024

Народную музыку исполняла со школы, ездила в фольклорные экспедиции. По её словам, музыкой она заинтересовалась в раннем детстве
В 2008 году выиграла Гран-при Третьего фестиваля-конкурса детского и юношеского творчества «Окно в Европу», который проходил в Санкт-Петербурге. В 2009 году выступила с военными частушками на фестивале «Орлята России» в Туапсе, где завоевала гран-при конкурса. В 2014 году стала победителем международного конкурса «Оптинская весна» в городе Козельске Калужской области. В 2018 году представляла Пензенскую область на конкурсе «Новая звезда» на телеканале «Звезда». В том же году выпустила ряд песен под псевдонимом TAiNA. В 2022 году Татьяна Куртукова впервые под своим именем опубликовала в социальных сетях и видохостингах синглы «Матушка» и «Русская зима», слова и музыку для которых написал Пётр Андреев. Песню «Матушка» Куртукова исполнила на телеканале «Россия 1» на шоу Андрея Малахова «Песни от всей души».
В 2023 году выпустила синглы «Глаза», «Родники» и «Я любила сокола», в 2024 году — синглы «Ромашка-Василёк» и «Одного». В том же году сингл «Матушка» попал в топ-10 Shazam, VK Музыка, Яндекс Музыка и Apple Music.
Мы не старались попасть в какой-то бум патриотизма. Тем более что песня в какой-то степени даже провокационная. В ней мы признаём, что наша любимая страна может быть для кого-то «занозонькой». Это ведь просто констатация факта. Но многие каналы и радиостанции побаивались выпускать её в эфир. А потом «Матушку» выбрали сами слушатели. Они снимали под неё столько видео, что стало очевидно: им нужны такая правда и такое искусство, с которыми они смогут выражать своё мнение.Татьяна Куртукова
Официальный клип на песню «Матушка», опубликованный в YouTube в 2024 году, набрал более 50 миллионов просмотров, видео с выступления на телеканале «Жар-птица» набрало более 94 миллионов просмотров.

### Личная жизнь
В 2019 году вышла замуж за Никиту Макеева, юриста по международному праву. В браке у супругов в 2023 году родилась дочь Евника.
Куртукова коллекционирует традиционные русские костюмы. Ещё со студенчества певица участвует в фольклорных экспедициях по российским деревням и сёлам, где собирает народное творчество и подлинные костюмы, которые часто использует в своих сценических образах на концертных выступлениях.

## Дискография
- 2022 — «Матушка»[36]
- 2022 — «Русская зима»
- 2023 — «Глаза»
- 2023 — «Родники»
- 2023 — «Я любила сокола»
- 2024 — «Ромашка-Василёк»
- 2024 — «Одного»
- 2024 — «У истока» (EP)
- 2024 — «Озёра синие»
- 2025 — «Наливное яблочко»
- 2025 — «Русская дорога»